# Krisztina Triscsuk
Krisztina Triscsuk (russisch Кристина Александровна Трищук/Kristina Alexandrowna Trischtschuk; * 17. Juli 1985 in Boksitogorsk, Sowjetunion) ist eine ehemalige Handballspielerin, die dem Kader der ungarischen Nationalmannschaft angehörte. Die gebürtige Russin nahm im Oktober 2012 die ungarische Staatsbürgerschaft an.

## Karriere
Triscsuk spielte bis 2004 für den russischen Verein KSK Lutsch Moskau. Nachdem die Rückraumspielerin in der Saison 2004/05 für den ungarischen Verein Veszprém Beton KC aufgelaufen war, schloss sie sich Fehérvár KC an. 2013 unterschrieb sie einen Vertrag beim Ligarivalen Erdi VSE aus Érd. Eine Saison später wechselte sie zu Dunaújvárosi KKA. Mit Dunaújvárosi Kohász KA gewann sie 2016 den EHF-Pokal. In der Saison 2016/17 lief sie für den Ligakonkurrenten Siófok KC auf. Anschließend schloss sie sich Kisvárda KC an. Im August 2018 wurde Triscsuk vom deutschen Bundesligisten Thüringer HC verpflichtet, um den verletzungsbedingten Ausfall von Beate Scheffknecht zu kompensieren. Im Sommer 2019 kehrte sie zu Dunaújvárosi zurück. Ein Jahr später schloss sich Triscsuk dem Ligakonkurrenten Alba Fehérvár KC an. Nach der Saison 2021/22 beendete sie ihre Karriere.
Krisztina Triscsuk bestritt am 11. Dezember 2012 bei der Europameisterschaft ihr erstes Länderspiel für Ungarn. Im Turnierverlauf erzielte sie zwei Treffer und gewann mit Ungarn die Bronzemedaille. Ein Jahr später gehörte sie dem ungarischen Aufgebot bei der Weltmeisterschaft an. Sie nahm an der Europameisterschaft 2014 teil.
Triscsuk ist seit Januar 2024 als Sportdirektorin bei Alba Fehérvár KC tätig.